# Phyllolabis bryantiana
Phyllolabis bryantiana là một loài ruồi trong họ Limoniidae. Chúng phân bố ở miền Tân bắc.